# Mehmet Yağmur
Mehmet Yağmur (Smirne, 1º luglio 1987) è un cestista turco, professionista nella TBL.

## Palmarès
- Campionato turco: 1

Beşiktaş: 2011-12
- Coppa di Turchia: 1

Beşiktaş: 2011-12
- EuroChallenge: 1

Beşiktaş: 2011-12